# Jagjivan Ram
Jagjivan Ram (Hindi जगजीवन राम Jagajīvan Rām; * 5. April 1908 in Chandwa, Arrah, Bihar; † 6. Juli 1986 in Delhi; früher auch Dschagdschivan) war ein indischer Politiker des Indischen Nationalkongresses (INC), dessen Präsident er von 1970 bis 1971 war, sowie der Janata Party.

## Biografie

### Herkunft, Studium und Aufstieg zum Abgeordneten
Trotz seiner einfachen Herkunft aus der unteren Kaste der Chamar konnte er durch ein Birla-Stipendium ein Studium an der Banaras Hindu University aufnehmen und schloss dieses 1931 mit einem Bachelor of Science (B.Sc.) an der University of Calcutta ab.
Dieses abgeschlossene Studium ermöglichte ihm einen einzigartigen Stand in der damaligen politischen Situation. Seine aus eigenen Erfahrungen gewonnene Kenntnis der sozialen und wirtschaftlichen Situation machten ihn zu einem gefragten Mann sowohl auf Seiten der Nationalisten und der Machthaber in den von den Briten regierten Provinzen. Die Nationalisten waren auf seine Hilfe bedacht um Bhimrao Ramji Ambedkar, den Führer der Dalits, zu gewinnen, der eigene Wahlen forderte und von einem Verlassen des hinduistischen Glaubens durch die Harijans sprach.
Als durch ein Gesetz 1935 die politische Interessenvertretung eingeführt wurde, die auch den kastenlosen Bevölkerungsgruppen eine Repräsentation in den Legislativen gewährte, wurde Jagjivan Ram Mitglied des Rates von Bihar. Obwohl er über eine breite Anerkennung verfügte, entschied er sich für eine Mitarbeit bei den Nationalisten und legte seine Mitgliedschaft im Rat aufgrund seiner Haltung zur Frage der Bewässerungspolitik nieder. 1937 wurde er zum Mitglied der Legislativversammlung gewählt und wurde 1940 aktiver Anhänger der von Mohandas Karamchand Gandhi entworfenen politischen Strategie Satyagraha sowie der „Quit India“-Bewegung Gandhis. 1946 wurde er Mitglied der Interimsregierung.
Nach der Unabhängigkeit Indiens am 15. August 1947 wurde er als Vertreter der Kastenlosen zum Mitglied der Konstituierenden Versammlung und des Provisorischen Parlaments gewählt und war auch Sprecher der Kongresspartei für Fragen der unteren Kasten.
Als Arbeitsminister gehörte er dem Kabinett von Premierminister Jawaharlal Nehru von August 1947 bis 1952 an. Nach einer Kabinettsumbildung war er anschließend von 1952 bis 1956 Kommunikationsminister, ehe er anschließend zwischen 1956 und 1962 Minister für Verkehr und Eisenbahnen war. Nach einer weiteren Umbildung der Regierung war er zuletzt 1962 bis 1963 Minister für Verkehr und Kommunikation.
1966 wurde er von der neuen Premierministerin Indira Gandhi ins Kabinett berufen und war zuerst Minister für Arbeit, Beschäftigung und Rehabilitation, ehe er zwischen 1967 und 1970 Minister für Ernährung und Landwirtschaft der indischen Unionsregierung. 1969 schlug ihn Indira Gandhi vor der Präsidentschaftswahl 1969 als Kandidaten des INC für das Amt des Staatspräsidenten vor, konnte sich damit aber nicht durchsetzen.

### Präsident des INC und Vize-Premierminister
Während der weitgehenden Spaltung des Indischen Nationalkongresses 1969 gehörte er zum Lager von Indira Gandhi und wurde 1970 nicht nur Präsident des INC, sondern am 27. Juni 1970 auch als Verteidigungsminister zweitmächtigstes Mitglied im Kabinett von Premierministerin Gandhi. Das Amt des Parteipräsidenten bekleidete bis Ende 1971. Am 10. Oktober 1974 gab er sein Amt als Verteidigungsminister an Sardar Swaran Singh ab, der auch sein Vorgänger in diesem Amt war. Dabei wurde er von Indira Gandhi zum Sündenbock für die politische Entwicklung während des Notstands gemacht. Er selbst war danach von 1974 bis 1977 Minister für Landwirtschaft und Bewässerung.
1977 schied er aus dem Indischen Nationalkongress aus und wurde stattdessen Mitglied der oppositionellen Janata Party. Nach dem Wahlsieg der Janata Party bei den Parlamentswahlen wurde er am 27. März 1977 vom neuen Premierminister Morarji Desai wiederum zum Verteidigungsminister in dessen Kabinett berufen und gehörte diesem bis zum Ende von Desais Amtszeit am 28. Juli 1979 an.
Zwischen dem 9. Oktober und dem 10. Dezember 1979 war er kurzzeitig Vize-Premierminister Indiens in der Regierung von Chaudhary Charan Singh.
Nachdem der INC 1980 wieder an die Macht gekommen war, trat er aus Enttäuschung aus der Janata Party aus und gründete anschließend mit der Congress Party (J) seine eigene Partei und blieb als deren Vertreter Mitglied der Lok Sabha bis zu seinem Tod.
Seine Tochter Meira Kumar ist ebenfalls Politikerin der Kongresspartei und war Ministerin für soziale Gerechtigkeit und Übertragung von Verantwortung, ehe sie 2009 zur ersten weiblichen Präsidentin der Lok Sabha gewählt wurde.

## Reden
In seiner Antrittsrede als Präsident der Kongresspartei führte er auf dem Parteikongress 1969 in Mumbai aus:
"Der Indische Nationalkongress hatte, in der Form wie er bereits 1948 bestand, tatsächlich, um mit Gandhis Worten zu sprechen, seine Nutzbarkeit als Propagandamaschine ausgelebt. Er hatte daher auf die Begründung volksnaher Aktivitäten zu einem anderen Plan gedrängt, der auf dem Konzept der Volksausschüsse basierte. Die katastrophalen Ereignisse die dieser Prognose folgten führten zu einem vollständigen Bruch mit der Vergangenheit und dem Aufbau eines Neuen vom menschlich Unmöglichen. Die dazu notwendige Organisation bestand in der bereits vor der Unabhängigkeit bestehenden Form fort. Der Verwaltungsapparat blieb auch unverändert. Die alten Prozeduren wurden fortgesetzt um das Feld zu halten. All dies war gemacht für einen gemächlichen Übergang und Bestand, aber es wurde erstickt vom aufkommenden Geist der Freiheit, der durch die politische Unabhängigkeit wuchs.
Diese Sitzung erfüllt in einer Art Gandhis Wunsch, nicht vollständig, aber teilweise, nicht in der Form, aber im Geiste. Sie läutet den Beginn einer neuen historischen Epoche des Indischen Nationalkongresses ein."